# Novial
Novial [nov-, nov+ IAL, international auxiliary language (mednarodni pomožni jezik)] je umetni jezik, ki ga je ustvaril profesor Otto Jespersen, danski jezikoslovec, ki je pred tem sodeloval pri gibanju Ido. Novial si je zamislil kot mednarodni pomožni jezik (IAL), ki bo pripomogel k mednarodnemu sodelovanju in prijateljstvu, ne da bi izpodrinil naravne jezike.
Slovar noviala temelji v glavnem na germanskih in romanskih jeziki, na slovnico pa je vplivala angleščina.
Novial je bil prvič uporabljen v Jespersenovi knjigi Mednarodni jezik (An International Language) leta 1928 s kasnejšim dopolnilom v slovarju Novial Lexike, izdanem dve leti kasneje. Nadaljnje spremembe so bile predlagane v 1930. letih, po Jespersenovi smrti leta 1943 pa je jezik zamrl vse do 1990-ih let, ko so ga ob prihodu Interneta mnogi spet odkrili.